# Ламот-Монравель
Ламо́т-Монраве́ль (фр. Lamothe-Montravel) — коммуна во Франции, находится в регионе Аквитания. Департамент — Дордонь. Входит в состав кантона Пеи-де-Монтень и Гюрсон. Округ коммуны — Бержерак.
Код INSEE коммуны — 24226.

## География

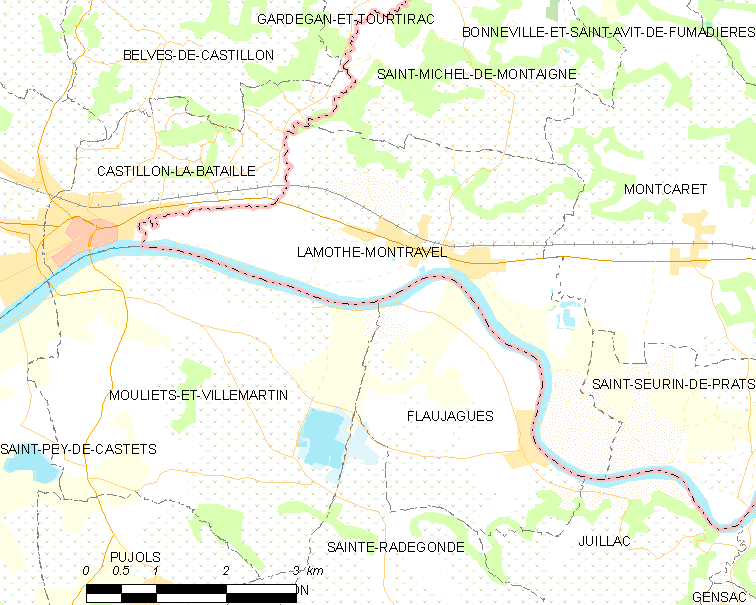
Карта коммуны

Коммуна расположена приблизительно в 480 км к югу от Парижа, в 50 км восточнее Бордо, в 70 км к юго-западу от Перигё.
На юге коммуны протекает река Дордонь, а на западе — река Лидуар.

### Климат
Климат умеренный океанический со средним уровнем осадков, которые выпадают преимущественно зимой. Лето здесь долгое и тёплое, однако также довольно влажное, здесь не бывает регулярных периодов летней засухи. Средняя температура января — 5 °C, июля — 18 °C. Изредка вследствие стечения неблагоприятных погодных условий может наблюдаться непродолжительная засуха или случаются поздние заморозки. Климат меняется очень часто, как в течение сезона, так и год от года.

## Население
Население коммуны на 2010 год составляло 1238 человек.
| 1962 | 1968 | 1975 | 1982 | 1990 | 1999 | 2010 |
| ---- | ---- | ---- | ---- | ---- | ---- | ---- |
| 894  | 914  | 896  | 950  | 1093 | 1146 | 1238 |

## Администрация
| Период | Период | Фамилия       | Партия       | Примечания              |
| ------ | ------ | ------------- | ------------ | ----------------------- |
| 1965   | 1966   | Морис Ривуар  |              |                         |
| 1966   | 2000   | Симон Фор     |              |                         |
| 2001   | 2005   | Жак Капет     |              |                         |
| 2005   | 2014   | Жан-Клод Майа | беспартийный | фермер                  |
| 2014   | 2020   | Мишель Фришу  | беспартийный | служащий France Télécom |

## Экономика
В 2010 году среди 720 человек трудоспособного возраста (15-64 лет) 505 были экономически активными, 215 — неактивными (показатель активности — 70,1 %, в 1999 году было 69,4 %). Из 505 активных жителей работали 451 человек (246 мужчин и 205 женщин), безработных было 54 (22 мужчины и 32 женщины). Среди 215 неактивных 61 человек были учениками или студентами, 81 — пенсионерами, 73 были неактивными по другим причинам.

## Достопримечательности
- Бывший замок архиепископов Бордо, ныне мэрия (XV век). Исторический памятник с 1948 года[5]
- Замок Лапуайад (XIX век)

## Фотогалерея

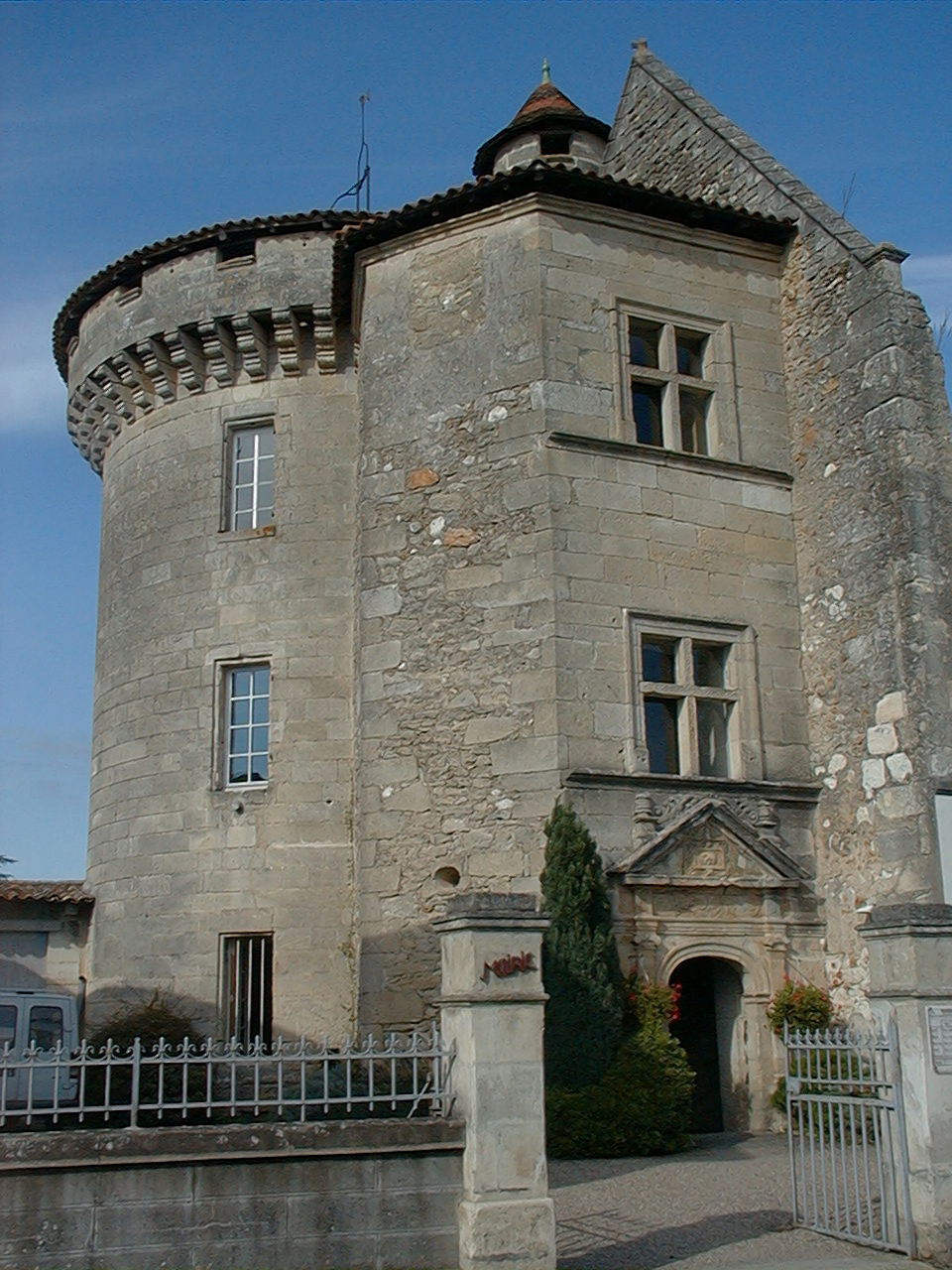
Замок архиепископов Бордо
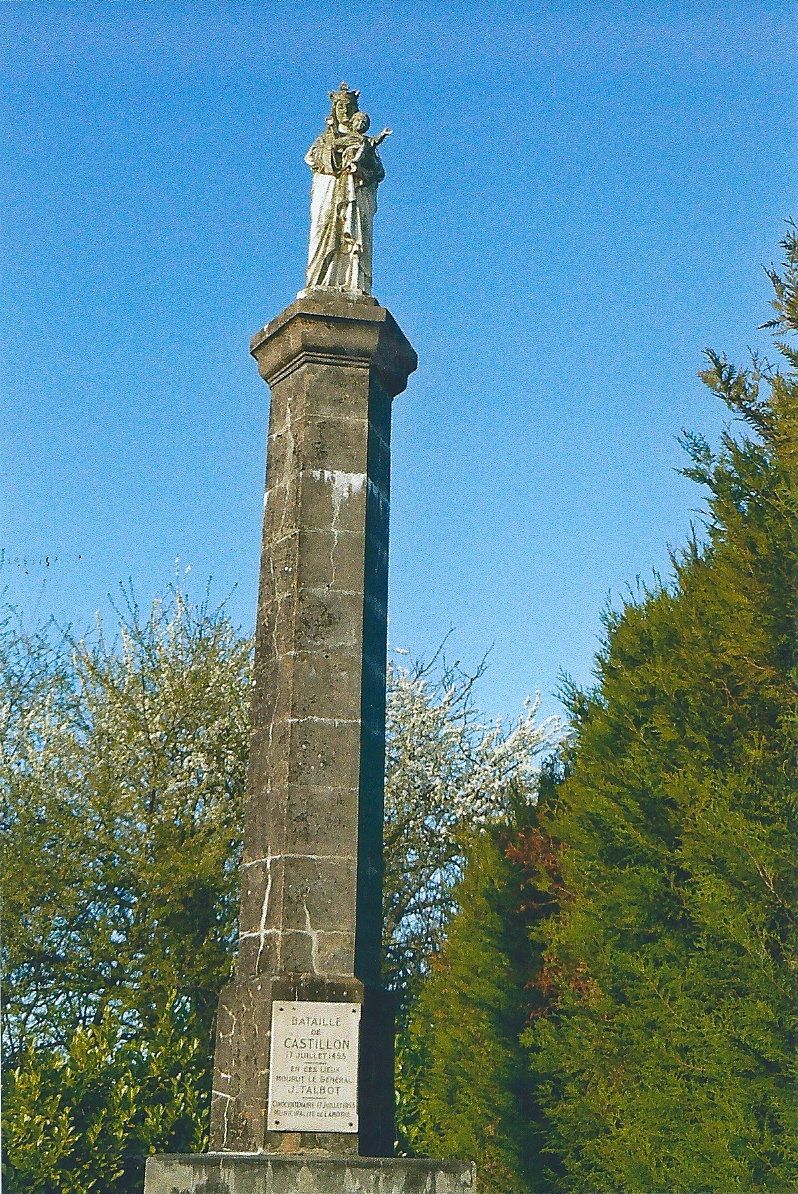
Статуя Девы Марии